# Bernhard Schwier
Bernhard Schwier (* 1. Juli 1936 in Köln; † 27. März 2019 in Erftstadt-Lechenich) war ein deutscher Fußballspieler.

## Karriere

### Vereine
Bereits 18-jährig gehörte Schwier dem 1. FC Köln unter Trainer Hennes Weisweiler an, der ihn jedoch einzig am 11. September 1955 (4. Spieltag) beim 1:1-Unentschieden im Heimspiel gegen den Duisburger SpV in der Oberliga West einsetzte.
In der Folgesaison stürmte er für den Oberligakonkurrenten Preußen Dellbrück und erzielte zwei Tore in 14 Punktspielen. Sein erstes Tor erzielte er am 23. Dezember 1956 (5. Spieltag) beim 4:2-Sieg im Auswärtsspiel gegen Borussia München-Gladbach mit dem Treffer zum 2:2 in der 79. Minute. Die Fusion seines Vereins am 10. Juli 1957 mit dem SC Rapid Köln führte zur Vereinsbezeichnung SC Viktoria Köln, für den er von 1957 bis 1962 133 Punktspiele bestritt und mit 60 Toren eine gute Torquote erzielte.
Die Saison 1962/63 spielte er für den Oberligisten Alemannia Aachen und traf in neun Punktspielen dreimal. Nachdem er sich nach Berlin verändert hatte, spielte er ab der Saison 1963/64 für Tasmania Berlin in der Regionalliga Berlin. Für die Berliner Mannschaft kam er auch am 31. Juli 1963 im Stadion am Berliner Ring in Verden (Aller) im DFB-Pokal-Wettbewerb bei der 0:1-Viertelfinalniederlage gegen Werder Bremen zum Einsatz. 
Nach nur einer Saison wechselte Schwier im Jahr 1964 als Spielertrainer zum BC Efferen, für den er bis 1968 auflief. Anschließend stand er ebenfalls als Spielertrainer noch bis 1971 beim Pulheimer SC unter Vertrag, bevor er sein aktives Karriereende verkündete. Im Anschluss daran übernahm er für wenige Jahre noch eine Traineraufgabe, zunächst bis 1973 beim VfL Engelskirchen, dann beim FC Germania Zündorf und schließlich beim FSV Gebäudereiniger Köln, wobei er bereits seinen Beruf als Maschinenschlosser in einem Lechenicher Autohaus nachging. Er wohnte in Erftstadt-Lechenich, wo er am 27. März 2019 verstarb.

### Auswahlmannschaft
Mit der Auswahl Kölner Fußballspieler nahm er am Wettbewerb um den am 18. April 1955 von der FIFA ins Leben gerufenen Messestädte-Pokal teil. Bei der dritten Austragung des Wettbewerbs kam er in Hin- und Rückspiel gegen Olympique Lyon am 12. und 19. Oktober 1960 in der 1. Runde zum Einsatz und erzielte beim 3:1-Sieg im Hinspiel bei Olympique Lyon das Tor zum Endstand in der 76. Minute.